# Арс-ан-Ре
Арс-ан-Ре́ (фр. Ars-en-Ré) — коммуна во Франции, на острове Ре, кантон Арс-ан-Ре округа Ла-Рошель (департамент Приморская Шаранта, Новая Аквитания). Входит в список «Самых красивых деревень Франции».
Код INSEE коммуны — 17019.

## Население
Население коммуны на 2010 год составляло 1330 человек.
| 1962 | 1968 | 1975 | 1982 | 1990 | 1999 | 2010 |
| ---- | ---- | ---- | ---- | ---- | ---- | ---- |
| 913  | 915  | 961  | 1023 | 1165 | 1287 | 1330 |

## Экономика
В 2010 году среди 746 человек трудоспособного возраста (15—64 лет) 546 были экономически активными, 200 — неактивными (показатель активности — 73,2 %, в 1999 году было 72,2 %). Из 546 активных жителей работали 502 человека (272 мужчины и 230 женщин), безработных было 44 (19 мужчин и 25 женщин). Среди 200 неактивных 46 человек были учениками или студентами, 104 — пенсионерами, 50 были неактивными по другим причинам.

## Ссылки

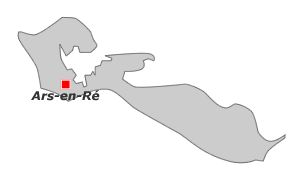
Местоположение коммуны на острове Ре

## Города-побратимы
- Носель (Франция)